# Lazzara (famiglia)

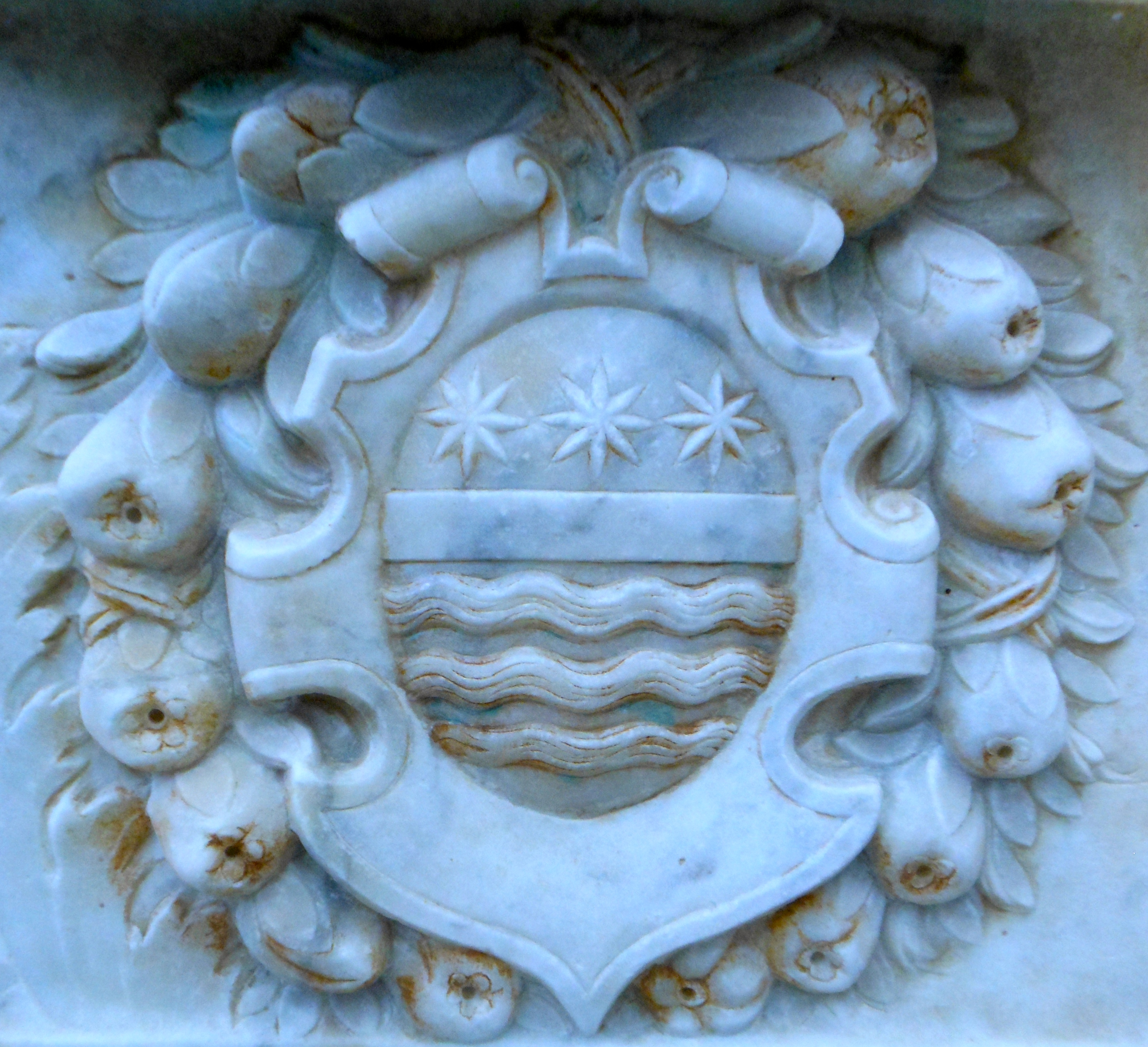
Stemma dei Lazzara, scolpito da Antonino Gaggini

I Lazzara o Lazzari sono una nobile famiglia siciliana, tuttavia secondo alcuni autori si tratterebbe di due famiglie distinte.

## Storia

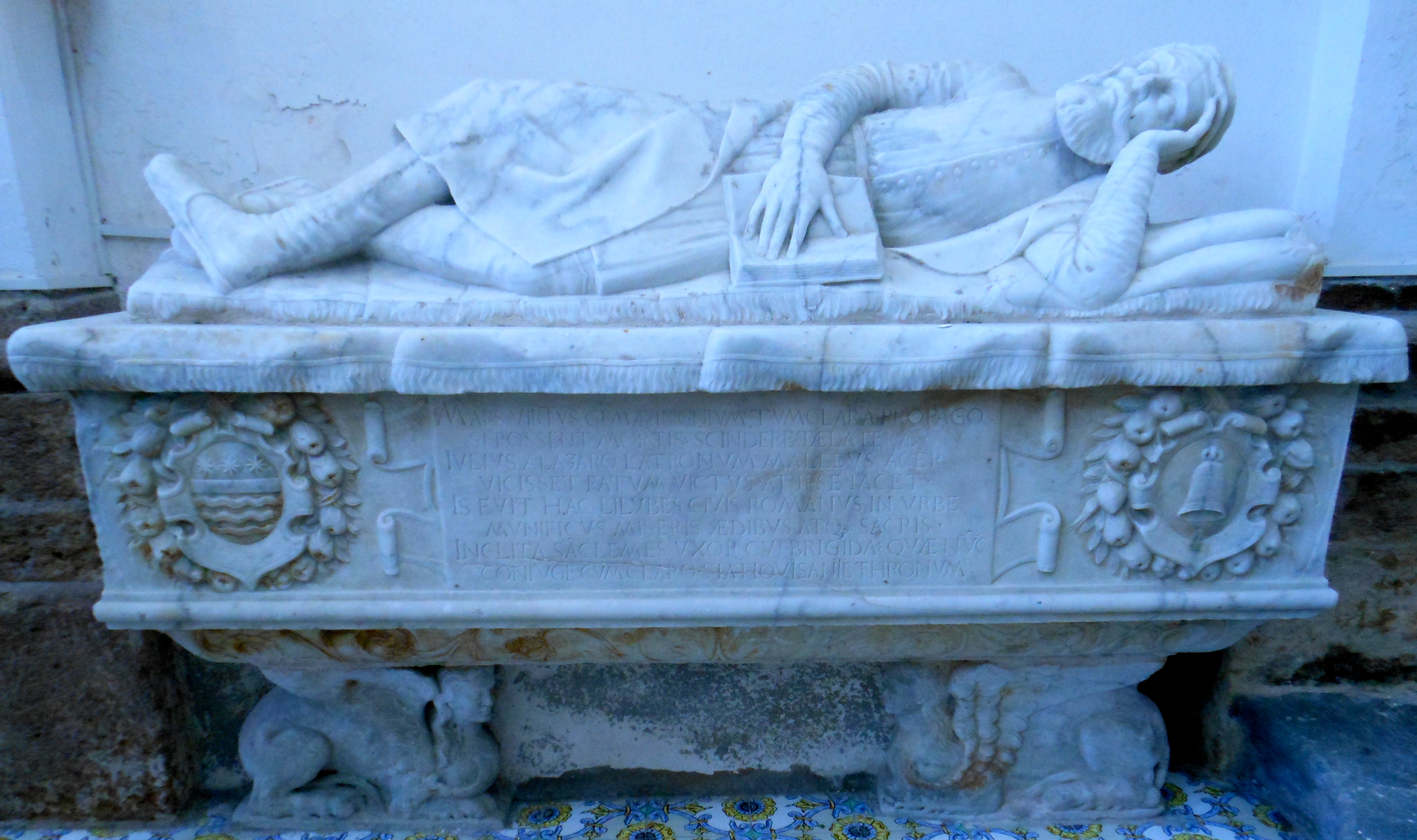
Monumento funebre di Giulio Lazzara e Brigida Sanclemente

Questa nobile famiglia Giuseppe Galluppi la ritiene originaria di Castelnuovo Scrivia, passata prima in Genova, poi, con un Giovan Battista, in Messina, dove venne aggregata alla nobiltà nel 1584. Antonino Mango di Casalgerardo ritiene che abbia invece fatto o due passaggi in Sicilia ovvero sia andata prima in Catania e Marsala e poi a Messina.
Un Simone fu notaro del porto della città di Catania; un Andrea fu giudice di Marsala nel 1492; un Giulio tenne la carica di giurato in detta città nel 1525, sposò Brigida Sanclemente, e fu padre di Mario, che passò in Trapani dove fu senatore negli anni 1564-1565-1566; un Giuseppe fu prefetto di Trapani; un Mario, con privilegio dato in Madrid a 14 aprile esecutoriato a 20 luglio 1567, ottenne il titolo di nobile con il trattamento di don/donna; un Cesare fu giudice pretoriano di Palermo nel 1597-1598; un Michele lo troviamo ascritto alla mastra nobile del Mollica; ed anche un Tommaso fu ascritto alla detta mastra nobile; un Antonino fu giudice della Gran Corte negli anni 1657-1658-1659; un Placido fu cavaliere di Malta e senatore di Palermo negli anni 1699-1700-1701-1702; un Lorenzo fu giurato nobile di Messina nell’anno 1746-1747; un Giuseppe, barone di Fiumefreddo, fu rettore nobile delle Verginelle di Messina nell’anno 1767-1768. Questa famiglia passò all’ordine di Malta come quarto di altra famiglia sin dal 1581 e nell’anno 1682 passò in persona di Antonino Lazzari Gotho e Cocchiglia Spadafora.
Il cronista trapanese padre Benigno di Santa Caterina parlando della famiglia Lazzara afferma, diversamente dal Giuseppe Galluppi (il quale tuttavia riferisce di una famiglia Lazzari), che sarebbe originaria della città di Modena, e che avrebbe sempre fiorito nelle armi e nelle lettere. Il primo di questa famiglia fu Alberigo, podestà maggiore di tutta la Lombardia sotto Gian Galeazzo Maria Sforza duca di Milano. Antonio, zio del predetto Alberigo, militò al servizio del re Alfonso V d'Aragona durante la conquista del regno di Napoli e fu capitano di 300 soldati. in seguito fu mandato dal medesimo sovrano in Sicilia nel 1444 a formare tre compagnie. Il figlio Matteo ricevette dal medesimo sovrano, per i servizi prestati, la castellania di Marsala, il 24 febbraio 1443, e sposò Agata Sieri Pepoli. Procrearono Francesco, Antonio e Alberico, i quali furono virtuosi cavalieri e servirono il re Ferdinando il Cattolico nella conquista del regno di Napoli. Da costoro discesero numerosi distinti cavalieri, che si imparentarono con le primarie famiglie di Trapani: Fardella, Ferro, Carissima, Sieri Pepoli, Sanclemente, Staiti, Rizzo, De Nobili.
Francesco, uno dei figli di Matteo, essendo assai ricco e potente, e non potendo soffrire le prepotenze di alcuni gentiluomini, se li inimicò, ma fu ucciso. Il suo unico figlio, Antonio, si trasferì a Palermo nel 1535 e vi tramutò la sua famiglia.

## Una famiglia o due?
Differentemente da Antonino Mango di Casalgerardo, Vincenzo Palizzolo Gravina, nel suo Il blasone in Sicilia, sostiene che le famiglie Lazzara e Lazzari siano due famiglie distinte, argomentando tale tesi adducendo, tra l'altro, la differenza che vi è tra lo stemma dell'una e dell'altra casata, e la differente origine geografica, essendo i Lazzara originari di Modena, mentre i Lazzari di Castelnuovo Scrivia, in provincia di Alessandria. Scrive il Palizzolo Gravina, appoggiandosi al Mugnos, che i Lazzara sarebbero una chiarissima famiglia italiana della città di Modena, il cui ceppo deriverebbe da Feramondo signore del castello di Lazzara, nella contea di Hainaut, nell'anno 907, e che sarebbe stata portata in Sicilia da un Antonio, al servizio del re Alfonso V d'Aragona nel 1440. Il figlio del detto Antonio, Matteo, esperto di arte militare ottenne nel 1443 la castellania di Marsala, ove fiorì la sua famiglia, la quale si sparse anche in Palermo.
Quindi il Palizzolo Gravina passa a parlare della famiglia Lazzari, nobile, illustre e antica famiglia lombarda, che contribuì alla fondazione di Castelnuovo Scrivia, non distante da Milano. Di questa famiglia vari rami si trapiantarono a Roma e a Genova; tuttavia uno di essi passò, al dire del Mugnos, in Sicilia e, secondo quanto scrive il Minutoli, fu un Giambattista a stabilirsi a Messina, ove venne aggregato alla mastra nobile nel 1584. Fu padre di Giovan Tommaso e nonno di Antonino, cavaliere gerosolimitano, ricevuto nel 1642.

## I De Nobili Lazzara[3]
- Pietro De Nobili e Lazzara, senatore di Trapani nel 1665-1666, nel 1677-1678, nel 1685-1686 e nel 1688-1689; capitano di giustizia nel 1668-1669.
- Antonino De Nobili e Lazzara, senatore di Trapani nel 1695-1696, nel 1706-1707, nel 1718-1719 e nel 1720-1721.
- Pietro De Nobili e Lazzara, senatore di Trapani nel 1740-1741, nel 1744-1745, nel 1747-1748, nel 1753-1754 e nel 1757-1758; capitano di giustizia nel 1745-1746.

## Tavole genealogiche
Nello schema che segue sono riportati tre frammenti dell'albero genealogico della famiglia:
|                                                | |                                                                                           |                                                                                           |
|                                                | Pachino Lazzari nobile di Castelnuovo Scrivia nello Stato di Milano                                       |                                                                                           |                                                                                           |
|                                                | |                                                                                           |                                                                                           |
|                                                | |                                                                                           |                                                                                           |
|                                                | Michele ottiene sentenza favorevole per l'aggregazione alla mastra nobile di Castelnuovo Scrivia nel 1471 |                                                                                           |                                                                                           |
|                                                | |                                                                                           |                                                                                           |
|                                                | |                                                                                           |                                                                                           |
|                                                | Giovanni Andrea abitò a Genova, (viv. 1519)                                                               |                                                                                           |                                                                                           |
|                                                | |                                                                                           |                                                                                           |
|                                                | |                                                                                           |                                                                                           |
| Domenico (viv. 1549)                           | Domenico (viv. 1549)                                                                                      | Giovan Battista piantò in Messina la sua famiglia, che fu aggregata alla nobiltà nel 1584 | Giovan Battista piantò in Messina la sua famiglia, che fu aggregata alla nobiltà nel 1584 |
|                                                | |                                                                                           |                                                                                           |
|                                                | |                                                                                           |                                                                                           |
| Geronimo ⚭ Angela Cocchiglia, abitò a Catania  | Geronimo ⚭ Angela Cocchiglia, abitò a Catania                                                             | Giovan Tommaso nobile di Messina                                                          | Giovan Tommaso nobile di Messina                                                          |
|                                                | |                                                                                           |                                                                                           |
|                                                | |                                                                                           |                                                                                           |
| Maria ⚭ Francesco Paternò, senatore di Catania | Maria ⚭ Francesco Paternò, senatore di Catania                                                            | Antonino cavaliere gerosolimitano, ricevuto nel 1642                                      | Antonino cavaliere gerosolimitano, ricevuto nel 1642                                      |

|                                                                     |                           | |                         |                          |                          |
|                                                                     |                           | Antonino Lazzara militò al servizio del re Alfonso V d'Aragona durante la conquista del regno di Napoli e fu capitano di 300 soldati |                         |                          |                          |
|                                                                     |                           | |                         |                          |                          |
|                                                                     |                           | |                         |                          |                          |
|                                                                     |                           | Matteo ricevette dal re Alfonso V d'Aragona la castellania di Marsala, il 24 febbraio 1443, ⚭ Agata Sieri Pepoli                     |                         |                          |                          |
|                                                                     |                           | |                         |                          |                          |
|                                                                     |                           | |                         |                          |                          |
| Francesco regio cavaliere                                           | Francesco regio cavaliere | Antonio regio cavaliere | Antonio regio cavaliere | Alberico regio cavaliere | Alberico regio cavaliere |
|                                                                     |                           | |                         |                          |                          |
|                                                                     |                           | |                         |                          |                          |
| Antonio si trasferì a Palermo nel 1535 e vi tramutò la sua famiglia |                           | |                         |                          |                          |

|                                                                                   |  |
| Antonio Lazzara nobile di Marsala, (viv. 1422)                                    |  |
|                                                                                   |  |
|                                                                                   |  |
| Andrea giudice di Marsala nel 1492                                                |  |
|                                                                                   |  |
|                                                                                   |  |
| Giulio giurato di Marsala nel 1521, ⚭ Brigida Sanclemente                         |  |
|                                                                                   |  |
|                                                                                   |  |
| Mariano piantò la sua famiglia a Trapani, ⚭ Isabella Rizzo e fu senatore nel 1564 |  |
|                                                                                   |  |
|                                                                                   |  |
| Giuseppe prefetto di Trapani, ⚭ Angela Staiti nel 1609                            |  |
|                                                                                   |  |
|                                                                                   |  |
| Antonia ⚭ barone Antonino De Nobili, senatore di Trapani                          |  |

## Arma
- Troncato: il 1° d’oro, all’aquila spiegata e coronata di nero; nel 2° d’oro a tre bande di rosso.
- Alias: d’azzurro a tre fasce ondate d’argento, col capo del primo sostenuto da una riga d’oro, con tre stelle dello stesso.